# Gravås
Gravås is een plaats in de gemeente Arvika in het landschap Värmland en de provincie Värmlands län in Zweden. De plaats heeft 54 inwoners (2005) en een oppervlakte van 20 hectare.